# Чопан-шавкал Эндиреевский
Чопан-шевкал Эндиреевский — кумыкский эндиреевский владелец, живший в начале XVIII века. Известен участием в осаде Терского города Муратом Кучуковым и сражением с войсками Петра I при Эндирее.

## Эндиреевский владелец
Чопан-шевкал Эндиреевский стал владельцем в начале XVIII века. Во внешней политике ориентировался на Крымское ханство.

### Внешняя политика

#### Башкирское восстание. Штурм Терского города
Войска Эндиреевского княжества под командованием Чопана Эндиреевского участвовали в нападении на Терский город вместе с Кучуком Муратовым. Особенно отличился при штурме со своей дружиной.
Помимо Чопана в битве участвовали Солтан-Махмуд Аксаевский, Солтан-Бек Брагунский и другие. С ними было более 400 всадников и множество пехотинцев. Был захвачен почти весь город и 10 пушек.

И после де того на четвёртой день пришол к нему из Андреевской деревни владелец Чапан Шавкал, Заямзин сын; и брат Чапан Чепасова сын аксайской владелец Салтамакут бей, а с ними де было конных с 400 человек да их же владенья было и пехоты, сколько числом, сказать не знает; и при них де он Мурат из садов перешол стоять на Батырев двор черкаского и взял с собою тех взятых 8 пушек, а достальныя 2 пушки взял Чапан Шавкал к себе. И Чанан де Шавкал, и вышеписанные // другие владельцы, и князь Алдигиреев, уздень Заузан и двое человек окочань, вожи их, думали от города отойти прочь, для того что де русские люди в другом городе сели в осаду и взять де их невозможно, потому что у них огненного ружья и пушек много, а терских мурз и людей их в совет не призывали, для того что де они их опасались. И те де их вожи Алдигиреев уздень и два человека окочань говорили, чтоб они от города не отходили, для того что де в городе у русских людей хлебных запасов мало, всего кулей с 500 и тот погнил, посидя де с неделю выдут и сами и город отдадут; и за теми их словами под городом они остановились и на другой день учинили совет Чапан Шавкал с кумыки, чтоб учинить над городом со всех сторон приступ крепкой. 

### Участие в междоусобицах в Кумыкии
Чопан-шевкал был последовательным противником Адиль-Гирея Тарковского, поддерживая в конфликтах против него правителя бамматулинского владения Умалат-шевкала и брата Муртузали.
В 1703 г. тарковский шамхал Адиль-Гирей в письме к терским воеводам сообщал, что воюет с Умалатом Казанищенским и Чопаном Эндиреевским, которые нападают на Тарки.

### Война с Петром I
К началу Персидского похода Чопан и Айдемир вел войну с терскими воеводами, обмениваясь взаимными набегами.
Русский отряд во главе с А.Ветерани проследовал прямым путем от города Терки к Эндирею, вошел в ущелье, и «неприятельское войско конница и пехота, которых было тысяч пять и больши … вышли встречю, и наступом жестоко на нас боем били». Силы эндиреевских князей подвергли отряд сильному огню из ружей и луков. Согласно сведениям Марковича, жители Эндирея установили «засеки», то есть укрепили улицы города. Ветерани отмечал в своем письме императору, что Эндирей был взят «после упорного сражения, в коем с обеих сторон много людей было побито».
Иоганн Густав Гербер отмечал, что «сия деревня Андрей с 1722 года от российского войска, несмотря на крепкую ситуацию, но и на храбрую оборону обитателей, взято, раззорено».
Петр I наказал астраханского губернатора Волынского «своею рукой» за большие потери в сражении, затем император вызвал А. П. Волынского на свой корабль и избил его тростью.